# Hoher Riffler (Zillertal)
Pour les articles homonymes, voir Hoher Riffler.
Le Hoher Riffler ou Haut Riffler est un sommet des Alpes, à 3 231 m d'altitude, dans les Alpes de Zillertal, en Autriche (Tyrol).